# Vladimir Pozner

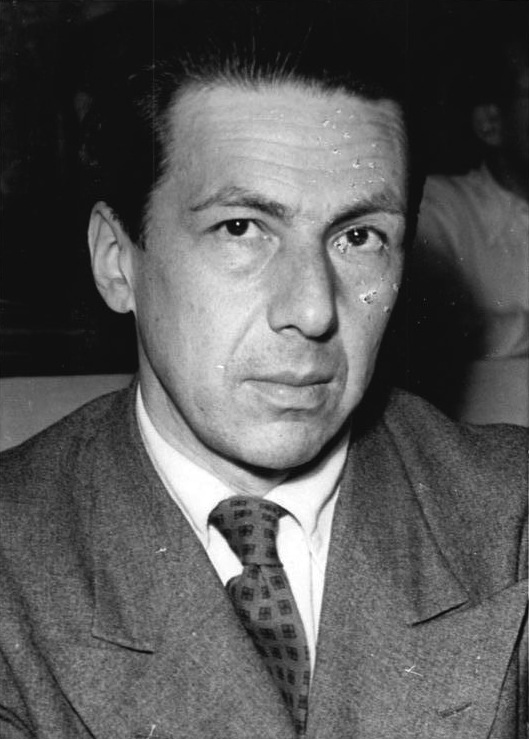
Vladimir Pozner (1950)

Vladimir Salomonovitsj Pozner (Russisch: Владимир Соломонович Познер) (Parijs, 5 januari 1905 – aldaar, 19 februari 1992) was een Russisch-Frans schrijver en dichter.

## Leven
Pozner werd geboren in een Russische emigrantenfamilie en woonde in zijn jeugd afwisselend in Rusland en Frankrijk. Ten tijde van de Russische revolutie studeerde hij in Sint-Petersburg en kwam vervolgens al op jonge leeftijd in contact met literaire kringen (onder andere met Gorki). In 1921 werd Pozner lid van de non-conformistische literaire groep de Serapionbroeders.
Na de publicatie van zijn in het Russisch geschreven bundel “Verzen voor het geval” (1928) keerde Pozner terug naar Frankrijk en werd daar journalist. In 1932 werd hij lid van de Franse Communistische Partij. In de Franse pers viel hij op door zijn pro-Russische en anti-Amerikaanse artikelen, tijdens de Algerijnse Oorlog koos hij nadrukkelijk de kant van de Algerijnen.
Vanaf de jaren veertig schreef Pozner diverse succesvolle romans in het Frans. Verder schreef hij ook de geprezen biografische essays Tolstoj est mort (1935) en Souvenirs sur Gorki (1957).
In de jaren vijftig schreef Pozner samen met onder andere Bertolt Brecht het draaiboek voor de Duitse film Herr Puntila und sein Knecht Matti.

## Werken (selectie)
- Les États-désunis (1938), Reportages
- Deuil en 24 heures (1942), Roman
- Les Gens du pays (1943), Het geval Huber
- Le Lever du rideau (1961), Roman
- Le Lieu du supplice (1959), Novellen
- Mal de Lune (1974), Roman

- Bibsys: 90902958
- Biblioteca Nacional de España: XX1181833
- Bibliothèque nationale de France: cb119205192 (data)
- Gemeinsame Normdatei: 118596063
- International Standard Name Identifier: 0000 0001 2147 8706
- Library of Congress Control Number: n50021846
- Nationale Bibliotheek van Letland: 000088353
- Nationale Bibliotheek van Tsjechië: xx0002977
- Nationale Bibliotheek van Israël: 987007313909305171
- Nederlandse Thesaurus van Auteursnamen: 070748942
- Istituto Centrale per il Catalogo Unico: RAVV046502
- SNAC: w6ws9bw1
- Système universitaire de documentation: 027081613
- Virtual International Authority File: 111406297
- WorldCat: E39PBJxRw7RxvDDyFwy6VCMXVC